# The Antidote (álbum de Moonspell)
The Antidote es el sexto álbum de la banda portuguesa Moonspell. El sencillo elegido para este disco fue "Everything Invaded".

## Listado de canciones
1. In and Above Men (04:11)
2. From Lowering Skies (05:25)
3. Everything Invaded (06:16)
4. The Southern Deathstyle (04:07)
5. Antidote (04:45)
6. Capricorn at Her Feet (06:04)
7. Lunar Still (06:55)
8. A Walk on the Darkside (04:44)
9. Crystal Gazing	(04:52)
10. As We Eternally Sleep on It (07:09)

El concepto está basado en la novela de José Luís Peixoto titulada "Antidotum".
- Datos: Q1929861